# Þverfell (berg i Island, Austurland, lat 65,03, long -15,04)
Þverfell är ett berg i republiken Island. Det ligger i regionen Austurland, i den östra delen av landet, 300 km öster om huvudstaden Reykjavík. Toppen på Þverfell är 694 meter över havet, eller 84 meter över den omgivande terrängen. Bredden vid basen är 6,1 km.
Trakten runt Þverfell är nära nog obefolkad, med mindre än två invånare per kvadratkilometer. Trakten runt Þverfell består i huvudsak av gräsmarker.